# Hemigordiella
Hemigordiella es un género de foraminífero bentónico considerado un sinónimo posterior de Hemigordius de la subfamilia Hemigordiopsinae, de la familia Hemigordiopsidae, de la superfamilia Cornuspiroidea, del suborden Miliolina y del orden Miliolida. Su especie tipo era Hemigordius calcarea. Su rango cronoestratigráfico abarcaba el Westphaliense (Carbonífero superior).

## Clasificación
Hemigordiella incluía a la siguiente especie:
- Hemigordiella calcarea †